# Rüsche

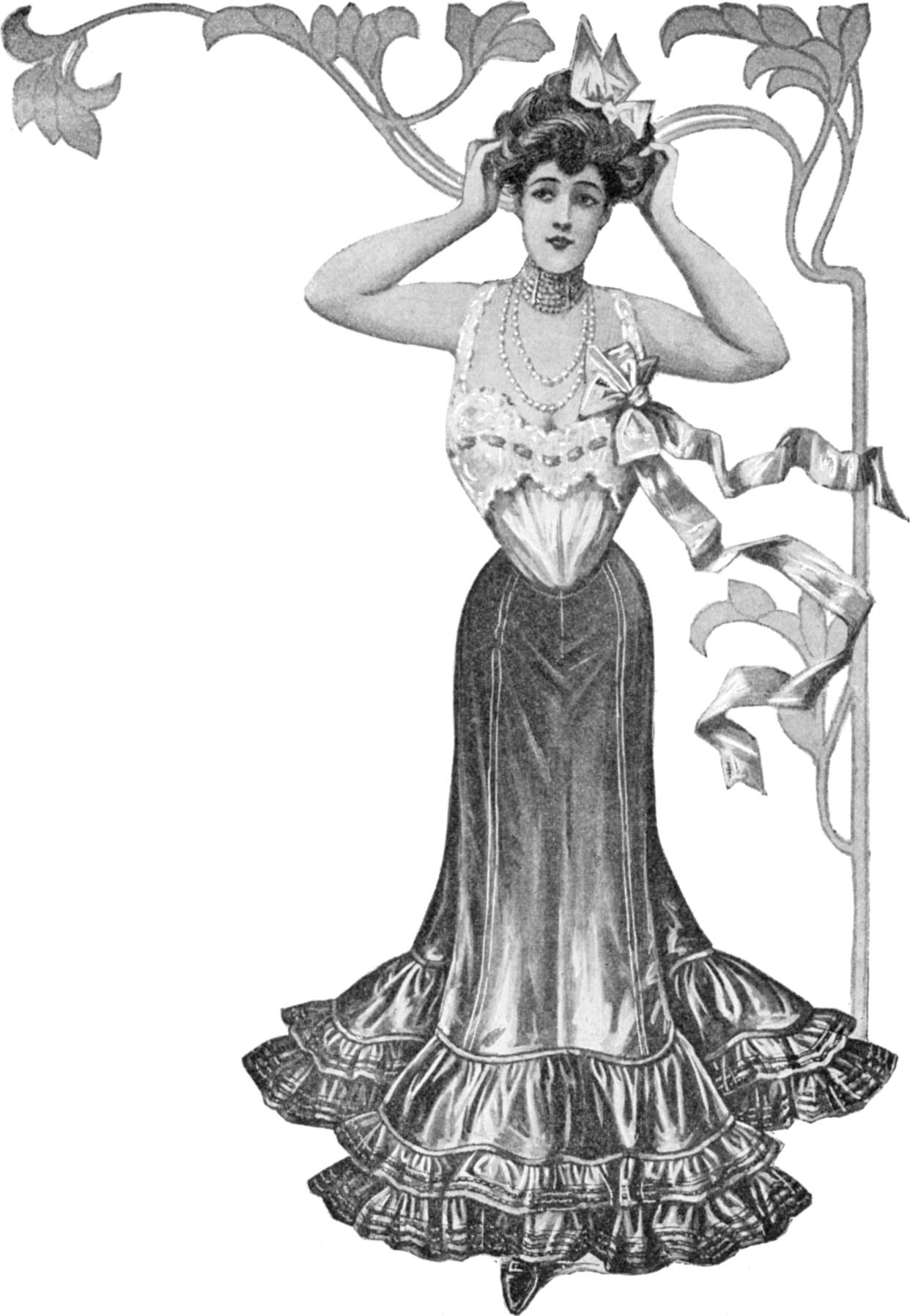
Rocksaum mit Rüschen, 1910

Unter Rüschen [ˈryːʃn] versteht man mehr oder weniger gekrauste bzw. gefältelte Bänder aus Stoff oder Spitze, die als schmückender Besatz dienen. Verwendet werden Rüschen hauptsächlich an Kleidungsstücken, Bettwäsche und Wohntextilien.

## Geschichte

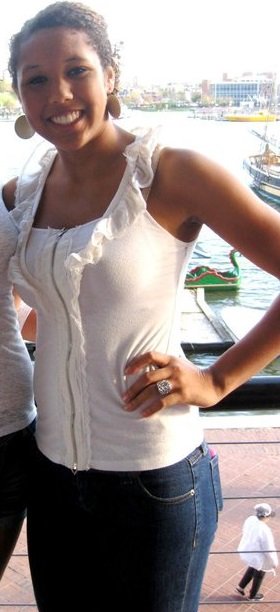
Ein modernes Top mit Rüschen

In der Kostümgeschichte waren Rüschen zuerst in der Kleidermode der Renaissance als Besatz an Halsausschnitten und Kragen gebräuchlich. Die Weiterentwicklung im 16. Jahrhundert führte zur Halskrause und schließlich zum „Mühlsteinkragen“ der spanischen Kleidermode. Seither gehören Rüschen durch die Epochen immer wieder einmal zum modischen Beiwerk. In neuerer Zeit waren zum Beispiel in den 1980ern Rüschenhemden modern.

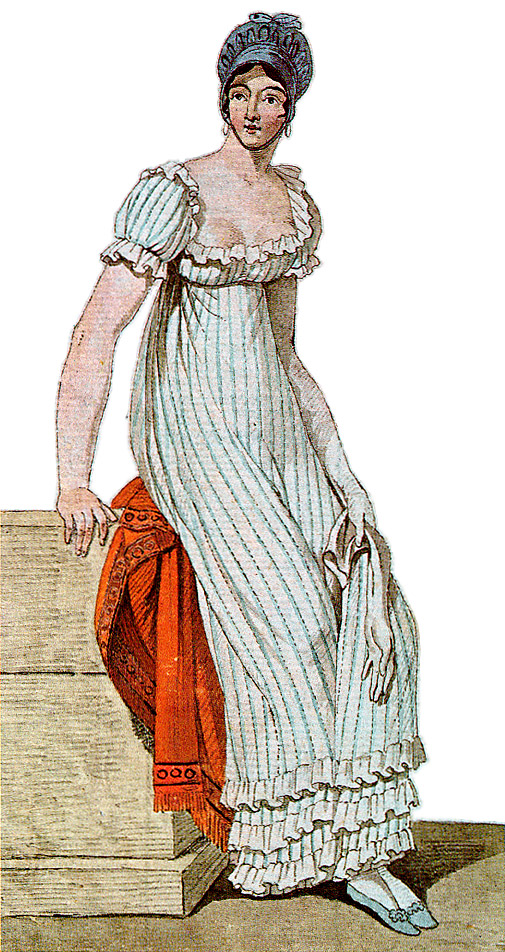
Rocksaum mit Rüschen, 1810
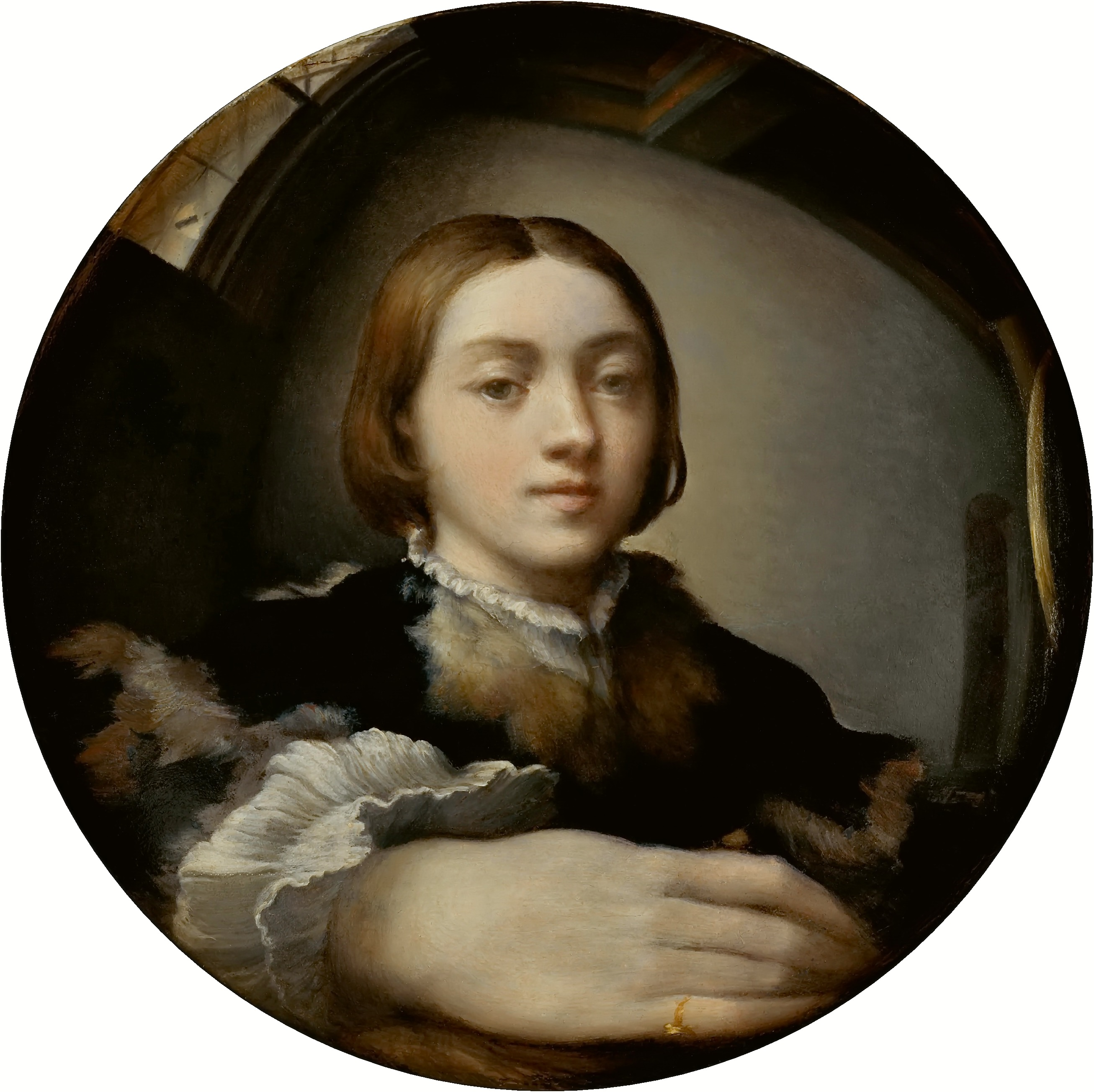
Hemd mit Rüschenkragen und -ärmeln im Selbstporträt im konvexen Spiegel (1523 oder 1524) von Parmigianino
Doña Isabel de Requesens, Raffael, 1518